# Pedro Aguirrebeña
Pedro Manuel Aguirrebeña Gabiola (ur. 1 lipca 1917 w Santiago, zm. 6 listopada 2009) – chilijski piłkarz wodny, olimpijczyk z Londynu w 1948.
Zagrał w reprezentacji Chile podczas letnich igrzysk olimpijskich w 1948. Jego drużyna po dwóch przegranych odpadła wówczas w 1. rundzie turnieju zajmując 13.–18. miejsce. W reprezentacji Chile wystąpił również jego brat Luis.